# Светлая Протока
Све́тлая Прото́ка — деревня в Александровском районе Томской области, Россия. Входит в состав Северного сельского поселения.

## География
Деревня расположена на самом северо-западе Томской области, недалеко от административной границы с Ханты-Мансийским автономным округом, у впадения одноимённой протоки в Обь. В полукилометре южнее находится центр сельского поселения — посёлок Северный. Расстояние до райцентра — 75 км. Летом транспортная связь осуществляется по Оби, зимой — по временной дороге (зимнику).

## История
Основана в 1825 году.
По данным на 1926 года состояла из 19 хозяйств, основное население — русские. В составе Александровского сельсовета Александровского района Томского округа Сибирского края.

## Население
| 1939 | 1959 | 1970 | 1979 | 1989 | 2002 | 2010 |
| ---- | ---- | ---- | ---- | ---- | ---- | ---- |
| 93   | ↗122 | ↘94  | ↘72  | ↘71  | ↘40  | ↘20  |
| 2012 | 2013 | 2014 | 2015 | 2019 | 2021 |      |
| ↗23  | ↘21  | ↗23  | ↘19  | ↘18  | ↗23  |      |

## Социальная сфера
Ближайшие школа, библиотека и досуговый центр находятся в посёлке Северном.